# Champvoux
Champvoux ist eine französische Gemeinde mit 285 Einwohnern (Stand: 1. Januar 2022) im Département Nièvre in der Region Bourgogne-Franche-Comté. Sie gehört zum Arrondissement Cosne-Cours-sur-Loire und zum Kanton La Charité-sur-Loire. Die Bewohner werden Champvoussois und Champvoussoises genannt.
Die Gemeinde erhielt 2022 die Auszeichnung „Eine Blume“, die vom Conseil national des villes et villages fleuris (CNVVF) im Rahmen des jährlichen Wettbewerbs der blumengeschmückten Städte und Dörfer verliehen wird.

## Nachbargemeinden
Champvoux liegt etwa 19 Kilometer nordnordwestlich von Nevers. Nachbargemeinden von Champvoux sind Raveau im Norden und Nordosten, Chaulgnes im Osten und Süden, Tronsanges im Südwesten sowie La Marche im Westen.

## Bevölkerungsentwicklung
| Jahr                       | 1962 | 1968 | 1975 | 1982 | 1990 | 1999 | 2006 | 2011 | 2019 |
| Einwohner                  | 230  | 180  | 172  | 232  | 308  | 302  | 285  | 309  | 297  |
| Quellen: Cassini und INSEE |      |      |      |      |      |      |      |      |      |

## Sehenswürdigkeiten
- Kirche Saint-Pierre aus dem 12. Jahrhundert, seit 1897 als Monument historique klassifiziert

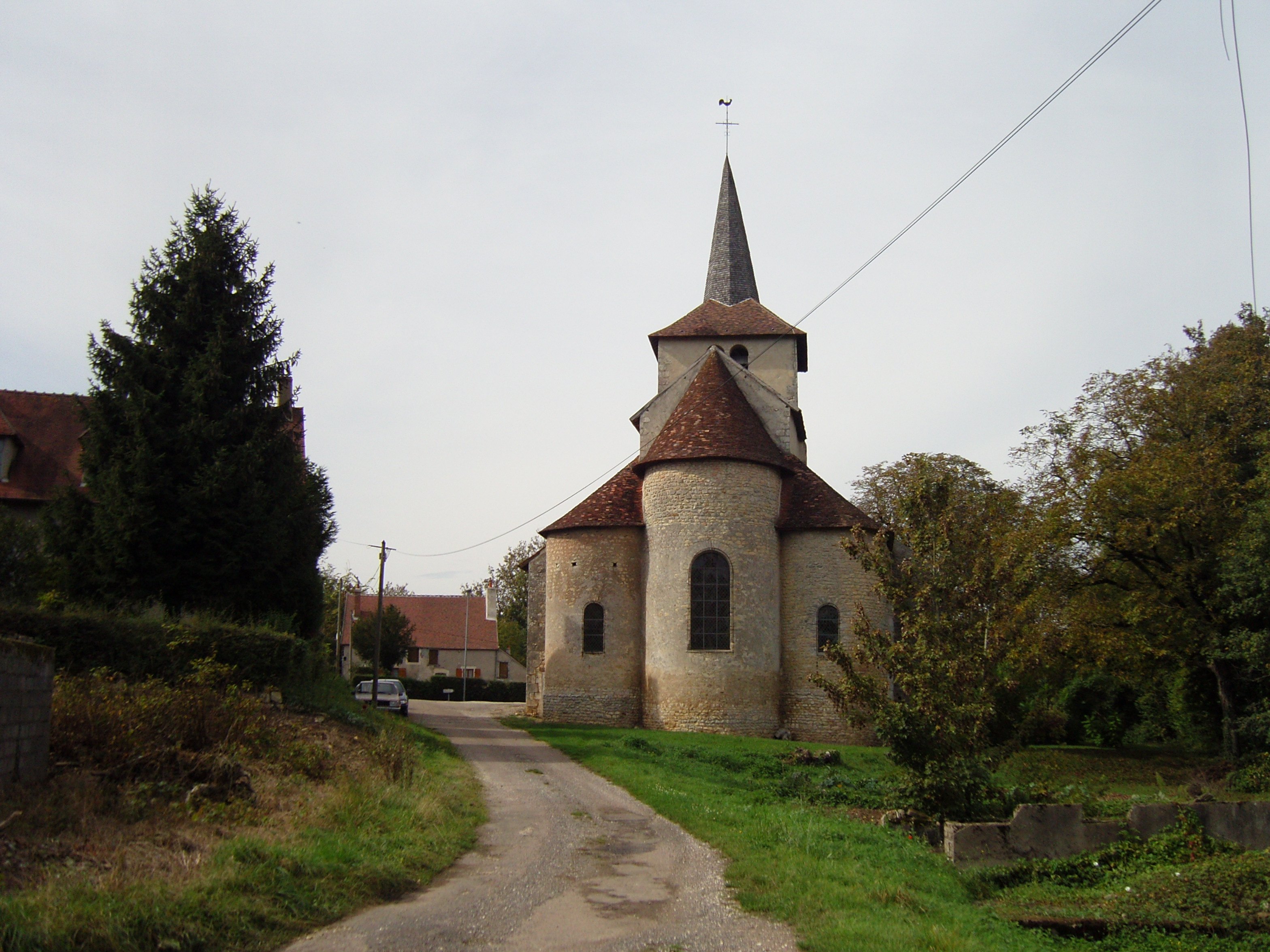
Kirche Saint-Pierre